# لوسبی (مریلند)
لوسبی (به انگلیسی: Lusby) شهری در ایالت مریلند کشور ایالات متحده آمریکا است که جمعیت آن در سرشماری سال ۲۰۱۰ میلادی، ۱٬۸۳۵ نفر بوده‌است.